# Adam Copeland
Adam Joseph Copeland, född 30 oktober 1973 i Orangeville, Ontario, Kanada mer känd under sitt artistnamn Edge, är en kanadensisk/amerikansk fribrottare anställd av All Elite Wrestling.

## Biografi
Edge började sin karriär när han var 15 år. Han fick sitt genombrott år 2000 då han vann över Undertaker och Batista. Han hade en lång framgångsrik karriär under 2000-talet då han höll titelbälten vid flera tillfällen och alltid fanns med i programmeringen.
2008 kom dock första bakslaget för Edge. En skada som inträffade 2008 i San Diego, där han slog i svanskotan och bröt armen efter en misslyckad manöver och var hädanefter borta från fribrottning i 6 månader. Han återvände efteråt och mötte Rey Mysterio i sin första match tillbaka. Edge förblev dock skadedrabbad och den 11 april 2011 så meddelade Edge att han hade fått diagnosen "spinal stenos" (förträngning i ryggradskanalen) och samma kväll meddelade han att han inte hade något annat val än att pensionera sig ifrån fribrottningen.
Efter många års rehabilitering återvände Edge till fribrottning vid Royal Rumble år 2020. Året därpå vann han Royal Rumble-matchen.

### Böcker
- Copeland, Adam (2004). Adam Copeland On Edge. World Wrestling Entertainment Books. ISBN 978-1-4165-0523-5

### Fotnoter
1. ↑  CageMatch person-ID: 932.[källa från Wikidata]
2. ↑  ”IGN: Edge (WWE) Biography”. IGN. Arkiverad från originalet den 8 februari 2008. https://web.archive.org/web/20080208081521/http://stars.ign.com/objects/142/14209482_biography.html. Läst 1 januari 2008.
3. ↑  Copeland, Adam. Adam Copeland On Edge (s.16)
4. ↑  ”Spinal stenos”. Spine Center Göteborg. https://goteborg.spinecenter.se/diagnos-och-behandling/landryggen/spinal-stenos-i-landryggen. Läst 18 juni 2021.
5. ↑  ”Edge retirement update: More details about the WWE star's neck injury” (på engelska). cagesideseats. 2011. https://www.cagesideseats.com/2011/4/12/2106872/edge-retirement-update-more-details-about-the-wwe-stars-neck-injury. Läst 18 juni 2021.
6. ↑  ”WWE Royal Rumble Winner Edge” (på engelska). The Sun. 2021. https://www.thesun.co.uk/sport/13907260/wwe-royal-rumble-winner-edge/. Läst 18 juni 2021.